# Meritech Capital Partners
Meritech Capital Partners es una compañía de capital riesgo o private equity estadounidense centrada en las nuevas compañías de las tecnologías de la información, con un foco especial sobre el Internet del consumidor y los medios de comunicación, software y servicios, infraestructura de empresa, y dispositivos médicos.

## Historia
Palo Alto, California, fue una empresa fundada en 1999 con patrocinio de Accel Socios, Socios de Inversión del Roble, Redpoint Ventures y Worldview Technology Partners. Desde entonces 2003, Meritech ha operado independientemente e invertido en compañías de tecnología de etapa más tardías. La empresa ha invertido aproximadamente $2.600 millones a través de cuatro fondos.

## Inversiones
Las mayores inversiones de Meritech son: Cornerstone OnDemand, Facebook, Fortinet, y Salesforce.com.  Otras inversiones notables incluyen Anaplan, 2Cable, Tableau Software, Sourcefire, Riverbed, Netezza, Netsuite, IntraLase, y Cloudera.